# Henning Österberg
Karl Henning Österberg, född den 16 november 1899 i Söderhamn och död den 8 april 1988, var bland annat författare, journalist och lokalhistoriker. Henning Österberg flyttade till Sundbyberg 1911 och intresserade sig tidigt för Sundbybergs historia och kultur och fick år 1920 uppdraget av Sundbybergs köping att bevaka kulturminnen i kommunen.

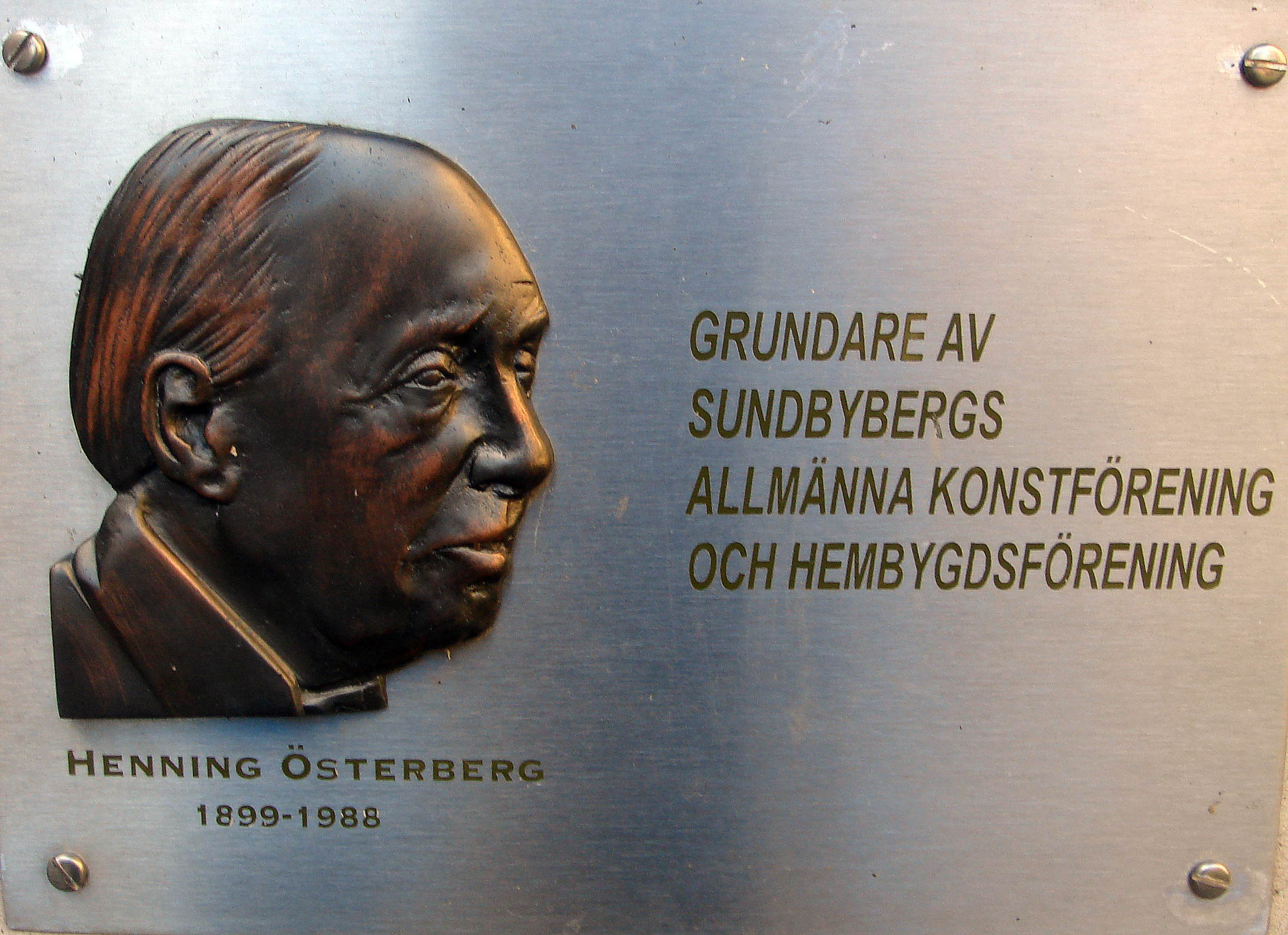
Henning Österbergs minnesplakett. Oktober 2012

År 1934 grundade Österberg Sundbybergs hembygdsförening,
och år 1950 Sundbybergs Allmänna Konstförening. Förutom information och bilder samlade Henning Österberg även in föremål till Sundbybergs hembygdsarkiv och har därför kallats "världens bästa sakletare".
Under många år var han ordförande i Sundbybergs hembygdsförening och hembygdsarkiv vilka så småningom resulterade i Sundbybergs museum.
Förutom författandet av flera böcker var Henning Österberg också en tidig amatörfilmare för att i rörliga bilder dokumentera Sundbybergs utveckling.
Hans stora insatser för historia och kultur i Sundbyberg har uppmärksammats genom en gata med hans namn samt minnesplaketten bakom Ursviksvägen 13, båda i stadsdelen Hästhagen i Sundbyberg.
Henning Österberg är begravd på Sundbybergs begravningsplats.

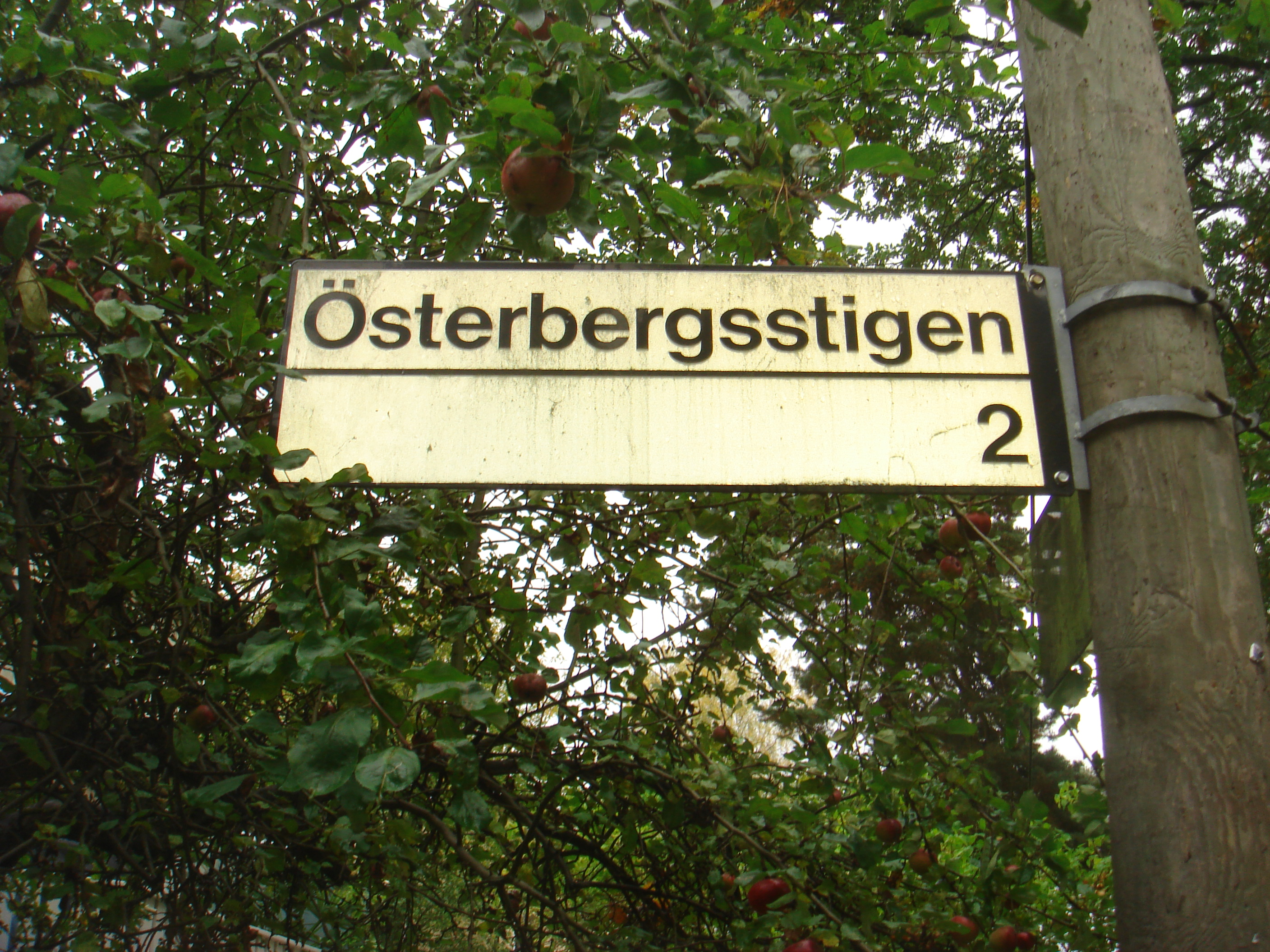
Österbergstigen i Hästhagen. Oktober 2012